# Cinelerra

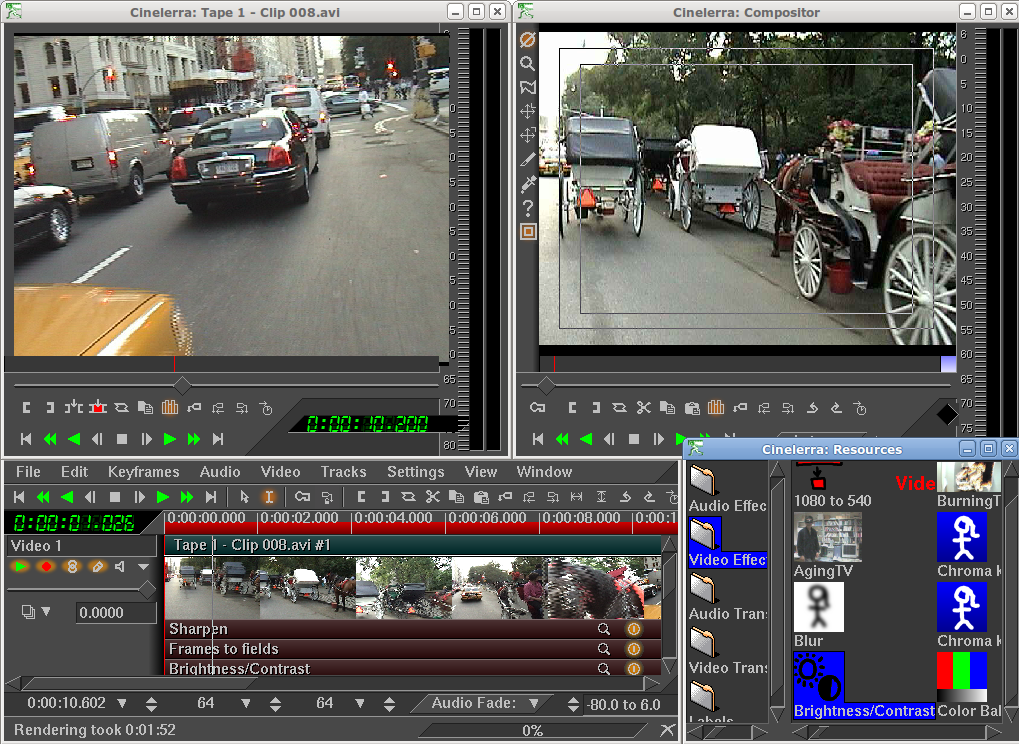
Cinelerra 2.2 in esecuzione su GNU/Linux

Cinelerra è un programma di editing e compositing video (NLE, Non-Linear Editing) per il sistema operativo GNU/Linux. È un software libero distribuito sotto la GNU General Public License. Cinelerra permette di eseguire operazioni avanzate, come keying o matte. Comprende una Titolatrice, molti effetti video e audio, keyframe automatici e molte altre funzionalità professionali che dipendono dalla branch usata. Processa l'audio a 64-bit in Floating-point. Il video è processato negli spazi colore RGBA o YUVA, a 16-bit Interi o Floating-Point. Gestisce in modo indipendente la risoluzione e il refresh rate dell'immagine, per cui può supportare video di ogni velocità e taglia. La variante GG può supportare video fino a 8k, e può creare DVD e Blu-Ray.

## Storia
Nel 1996 Adam Williams di Heroine Virtual, l'originale sviluppatore di Cinelerra, rilasciò un editor audio per Unix chiamato Broadcast 1.0 che poteva gestire file audio 2G. Nel 1997 venne rilasciato Broadcast 2.0, ancora per il solo audio ma con tracce illimitate. Il 1999 vide l'uscita di Broadcast2000, che includeva il video. A causa delle limitazioni della UI, Williams riscrisse gran parte del programma e lo rilasciò con il nome di Cinelerra il 12 Agosto del 2002, mentre Broadcast200 venne ritirato da Heroine Virtual nel Settembre del 2001. Cinelerra divenne il primo programma di produzione di media a 64-bit quando, a Giugno del 2003, venne riscritto per lavorare con i processori AMD Opteron e poi presentato al SIGGRAPH del 2004 a San Diego. Da allora molte versioni sono state rilasciate. La versione originale è ancora prodotta da Williams. Ci sono stati molti spin-off nati nella comunità open source. Cinelerra-GG, Cinelerra-CVE sono in fase di sviluppo attivo. Per una panoramica completa delle versioni, riferirsi alla sezione Cronologia di Cinelerra. Anche se apparentemente le varianti si assomigliano, ci sono in realtà notevoli differenze fra di loro.
Panoramica delle varianti rilasciate in almeno due versioni:
| Variante di Cinelerra | Data ultima di uscita e Versione | Data prima uscita e Versione | Piattaforma (pronta all’uso)            | Nuovo rilascio | lingue supportate per l'interfaccia utente             |
| --------------------- | -------------------------------- | ---------------------------- | --------------------------------------- | -------------- | ------------------------------------------------------ |
| GG Infinity           | 2022-08-31, 2022-08              | 2016-03-31, 5.1              | AppImage                                | Mensile        | inglese, francese, tedesco, russo, spagnolo, ungherese |
| HV                    | 2024-05-17, 9                    | 2002-08-12, 1.0.0            | Ubuntu                                  | Annuale        | DE, ES, EU, FR, IT, NB, PT_BR, SL                      |
| CV                    | 2015-08-13, 2.3                  | 2003-04-29, 1.1.5            | [Nei repository delle distro GNU/Linux] | inattiva       | DE, ES, EU, FR, IT, NB, PT_BR, RU, SL                  |

## Interfaccia
L'interfaccia di Cinelerra è simile a quella di altri sistemi di editing Non-lineare, tipo Adobe Premiere Pro, Final Cut Pro e Avid Media Composer. Comunque, poiché include un motore di compositing, l'interfaccia può essere anche assimilata a programmi di compositing come Adobe After Effects, Smoke su Linux o Shake. All'utente si presentano quattro finestre (in senso orario nell'immagine in alto a destra):
1. La Timeline, che da all'utente una vista temporale di tutte le tracce video e audio del progetto, anche con l'uso di keyframe, movimenti di camera, effetti e trasparenze.
2. La finestra Vista, che da all'utente un metodo per "spazzare" (muovere manualmente il cursore avanti e indietro per trovare uno specifico segnale o posizione) lungo tutto il filmato.
3. La finestra Compositor, che presenta all'utente una vista del progetto finale così come verrà renderizzato. Il compositor è interattivo e permette di regolare la posizione degli oggetti video; Si aggiorna in risposta agli input dell'utente.
4. La finestra Risorse, che presenta all'utente una vista di tutte le risorse audio e video presenti nel progetto, oltre agli effetti audio e video e le transizioni.

Cinelerra usa un suo personale widget toolkit Guicast (la libreria della GUI di Cinelerra), scritto da Adam williams e disponibile su GitHub,  che non rispetta le linee guida 'human interface' usate dai principali desktop Linux, come GNOME e KDE. Questo comporta il vantaggio di apparire sempre uguale indipendentemente dalla distribuzione e dal desktop usato, senza essere influenzato da cambiamenti di versione (come per esempio, GNOME 2 / GNOME 3).

## Utilizzo e riconoscimenti
Cinelerra ha suscitato interesse fra gli utenti linux che cercavano un sistema di video editing nativo. L'uso professionale è stato promosso principalmente da Linux Media Arts, che ha venduto un pacchetto integrato di hardware e software per la produzione video che includeva Cinelerra.
Alla convention di Electronic Media Show promossa nel 2004 dalla National Association of Broadcaster, Cinelerra ha ricevuto il premio "Making the Cut" di Bob Turner per "il migliore e più eccitante prodotto di post-produzione visto alla convention".
Nel Dicembre 2018 un articolo di Libre Graphics World inserisce Cinelerra fra altri video editors per Linux riguardo alla sostenibilità di tali progetti.

## Cinelerra.org
Il sito web cinelerra.org è stato originariamente registrato da un membro della Cinelerra-CV Community Richard Baverstock il 10 gennaio 2004.[5] Intorno al gennaio 2014 la Cinelerra-CV Community ha trascurato il rinnovo di cinelerra.org. Il dominio è stato poi rilevato da un altro progetto guidato da Michael Collins, uno dei fondatori di Cinelerra e un professionista IT con esperienza nell'industria cinematografica.
È stato organizzato per riunire tutti i progetti Cinelerra esistenti, apportando ulteriori correzioni e miglioramenti. Dall'inizio del 2015 Cinelerra ha avuto un repository Git su Google code per analisi del codice e riscontri; ma questa piattaforma è in sola lettura dal 24-08-2015. È stata rilasciata una versione 5.0 di Cinelerra. Lo scopo di Cinelerra.Org rimane quello di sviluppare maggiore professionalità per il programma fin dal 2016.
Nel gennaio 2016, il principale sviluppatore del progetto William Morrow che lavorava dietro cinelerra.org ("Good Guy") ha lasciato cinelerra.org, continuando a lavorare su Cinelerra 5.0 e poi su Cinelerra-GG 5.1 con l'aiuto della comunità Cinelerra-CV. 
Al momento, cinelerra.org supporta Cinelerra-HV. Per il download sono presenti i link sia alla variante HV che GG.

## Varianti

### Cinelerra-HV
Heroine Virtual (HV), il produttore della Cinelerra originale, rilascia una nuova versione su base annuale, ottenibile come codice sorgente e con binari per Ubuntu. Sebbene sia open source, il sorgente è reso disponibile solo come download completo ad ogni release; ottenere sorgenti intermedi non è possibile. HV ha usato SourceForge fin dall'inizio (primo sorgente: 09-09-2001), che non comprende risposte a richieste di bug, patch e nuove funzionalità. Tutti i bug e problemi di usabilità trovati e risolti dalla comunità che vengono sottoposti ad Heroine Virtual non ottengono immediata risposta e non vengono implementati se non all'uscita di un nuovo rilascio, se Heroine Virtual decide di incorporarli.
Per distinguerla dalle altre varianti del programma, la versione di Heroine Virtual viene chiamata Cinelerra-HV.

### Cinelerra-CV / Cinelerra-CVE
A causa del ritardo nello sviluppo di Cinelerra-HV e anche per la destinazione ad una sola, specifica distribuzione; un gruppo di sviluppatori open source ha creato la propria versione di Cinelerra, chiamata Cinelerra-CV (dove CV sta per Community Version).
Cinelerra-CV permette alla comunità di contribuire ad un repository open dove le modifiche al codice sono accessibili a tutti. Esiste una mailing list dove gli utenti e gli sviluppatori più esperti possono fornire supporto agli utenti meno esperti e gli sviluppatori possono tenere discussioni tecniche. Cinelerra-CV offre anche pacchetti per una gamma più ampia di distribuzioni. Ha anche un diverso sistema di compilazione: le librerie di sistema sono usate estensivamente, e gli strumenti autoconf/automake sono usati per configurare il sistema di compilazione.
Sebbene Cinelerra-CV possa essere tecnicamente chiamato un fork, la relazione tra Heroine Virtual e Cinelerra-CV è piuttosto amichevole. Heroine Virtual a volte contribuisce alle discussioni sulle mailing list e incorpora molti dei cambiamenti fatti nel repository. Heroine Virtual ha pubblicato il seguente messaggio sul sito web che descrive la relazione:
"Quella che troverai qui è la versione heroinewarrior di Cinelerra. Questa è la versione che supporta ciò che abbiamo bisogno di fare alla Heroine Virtual Ltd. ed è lo stesso ramo che è stato iniziato nel 1997. Mentre il tempo passa e nuovi studenti vanno e vengono dalla scena Linux, emergono nuovi fork di Cinelerra che sono più adatti alla comunità ma non è ciò di cui Heroine Virtual Ltd. ha bisogno. Oggi probabilmente troverai più utile il fork cinelerra-cv.org. Loro implementano alcune nostre parti nel loro fork, oltre ai contributi loro propri; mentre noi implementiamo alcune parti del loro fork nel nostro ramo, oltre ai nostri contributi specifici".
Fino a Cinelerra 2.1 la versione Cinelerra-Cv seguiva quella di Heroine Virtual. Dopo un rilascio di Heroine Virtual, Cinelerra-CV esaminava i cambiamenti introdotti e li incorporava nella propria versione. CV era appeso alla fine del numero di versione per indicare la comunity version. (per esempio, dopo l'incorporamente della 2.1 la CV fu etichettata 2.1CV). A partire dalla versione 2.2, Cinelerra-CV usa il proprio schema di numerazione, ma ancora incorpora codice da Cinelerra-HV.
Dal 26 Giugno 2019 il sito ufficiale è andato offline e l'URL è reindirizzato al sito web di Cinelerra-GG. Il nuovo sito ufficiale di Cinelerra-CV è stato pubblicato il 1º luglio 2020. Il codice sorgente di Cinelerra-CV è disponibile dal nuovo repo ufficiale su GitHub . La nuova Mailing List ufficiale di Cinelerra-CV è disponibile qui. La Mailing list Cinelerra-CV del 2001 è archiviata. La collezione completa dei precedenti archivi della Mailing List Cinelerra-CV è referenziata/collegata  da questa pagina] del nuovo sito ufficiale Cinelerra-CV.
Cinelerra-CVE è un fork di Cinelerra-CV creato per sperimentare con il codice di Cinelerra. Il fork è stato creato dal principale sviluppatore di Cinelerra-CV (2012-2018) Einar Rünkaru nel giugno 2008 e pubblicato a metà marzo 2010.
La differenza principale tra Cinelerra-CVE e (Cinelerra-HV, Cinelerra-CV, Cinelerra-GG) è il tentativo di usare (in Cinelerra-CVE) i secondi come base temporale invece di framerate e samplerate. Un'implementazione della temporizzazione basata sul PTS permette di editare media con framerate variabile e di sbarazzarsi del presupposto che audio e video inizino simultaneamente... Il grande progetto è quello di portare Cinelerra-CVE al livello in cui un utente può mescolare (in Cinelerra) media di diversa origine, con diversi frame rate, risoluzioni, sample rate, spazi colore e ottenere il risultato di cui ha bisogno. Se il risultato non è soddisfacente, l'utente avrà gli strumenti per modificare il progetto finché il risultato non sarà perfetto....
Il repository si trova su GitHub  e mostra frequenti aggiornamenti. Per saperne di più su Cinelerra-CVE, visita questa pagina sul nuovo sito ufficiale di Cinelerra-CV.

### Lumiera
Agli inizi di Aprile 2008, la comunità di Cinelerra annunciò una completa riscrittura della versione corrente di Cinelerra-CV, chiamata Lumiera. Sebbene nata come riscrittura del codice base di Cinelerra, fu separata in un progetto indipendente con il suo proprio nome. 16 anni dopo, nel giugno del 2024, non c'è ancora un'applicazione usabile, il progetto rimane nello stato di sviluppo pre-alfa, con aggiornamenti sul suo stato nella pagina di Lumiera news. L'interfaccia nativa di Lumiera è scritta in GTK+.

### Cinelerra-GG Infinity
Una branch separata di Cinelerra, Cinelerra-GG, ha integrato il codice di Cinelerra-HV fin dall'inizio e il suo sviluppo è iniziato nel sito di Cinelerra.org (Cinelerra 4.6-mod, Cinelerra 5.0), poi con il sito di cinelerra-cv.org (Cinelerra 5.0, Cinelerra 5.1, Cinelerra GG 5.1), fino a diventare, da Dicembre 2018, Cinelerra-GG Infinity e ad avere il suo proprio sito web cinelerra-gg.org. William è venuto a mancare nel dicembre del 2020 mentre faceva un giro in bicicletta, ma Phyllis continua a lavorare su Cinelerra-GG. Un nuovo sviluppatore sta ora facendo frequenti aggiornamenti.
Un'importante caratteristica di Cinelerra-GG è la riduzione delle dipendenze dalle librerie di sistema, includendole dove possibile come per ffmpeg e OpenEXR. Questo lo rende più funzionale nelle diverse piattaforme e permette di usare nuove versioni anche prima che lo faccia la piattaforma stessa.
Cinelerra-GG è determinata ad avvicinarsi il più possibile a cosa ci si aspetta da un programma professionale di video editing (NLE) per la piattaforma Linux.
Ha funzionalità che comprendono il supporto alle più recenti versioni di ffmpeg, Ultra HD fino a 8K, più di 400 fra effetti audio e video, due diverse interfacce per i plugin audio (LADSPA and LV2, per esempio con Calf Studio Gear), molteplici denoise e stabilizzatori del movimento, multi-camera editing, uso dei proxy per alleggerire il carico del computer, organizzazione dei sorgenti con smart folders, spazi colore a 8 e 10-bit, funzioni di trim avanzate, live preview delle risorse, tracce condivise, raggruppamento degli edit,  split della timeline in verticale e in orizzontale, preset di rendering per Youtube e la possibilità di salvare degli spazi di lavoro personalizzati. Supporta in decodifica oltre 400 formati video e ne può codificare più di 150, inclusi Apple ProRes, AV1 and WebP. Ha il plugin "Sketcher" per il disegno a mano libera, crea Blu-ray e DVD e supporta alcuni plugin di OpenCV come FindObj. Consente di creare nested clip e di condividere le clip fra progetti ("File by reference").
Supporta i jog-wheels ShuttlePro V.2 e ShuttleXpress di Contour Design, schermi multipli, HiDPI, supporta il deconding/encoding in hardware tramite VAAPI/VDPAU/CUDA.
Come le altre versioni (eccetto Lumiera) Cinelerra-GG usa la sua propria GUI. Ha 11 diversi temi per soddisfare le preferenze degli utenti.
Cinelerra-GG è sotto attivo sviluppo, con un rilascio stabile alla fine di ogni mese. Viene fornito come AppImage a 64 o 32 bit per Linux. Il codice sorgente è disponibile mensilmente come download manuale o da git.
Prima del 2021, era fornito come un programma multiutente preconfezionato per otto diverse distribuzioni Linux diverse (Ubuntu, Debian, Arch, OpenSuse, Slackware, Fedora, CentOS, Mint) a anche FreeBSD. Configurando il repository della distribuzione gli aggiornamenti mensili saranno automatici. In più ci sono pacchetti single-user per le 8 distribuzioni Linux più Gentoo, in forma di file tar. Tutti i pacchetti sono a 64 bit, per Debian 9, Slackware e Ubuntu 14 ci sono anche le versioni a 32 bit. Dal rilascio del 01-2020, esiste una versione sperimentale per Windows con limitate funzionalità; consultare il manuale al capitolo 1 per ulteriori dettagli.
In aggiunta ai rilasci mensili, Cinelerra-GG si trova preinstallato in due distribuzioni Linux dedicate al multimedia: AVLinux e Bodhi Linux Media. È anche incluso in DeLinuxCo, e nel leggero Elive], di cui la versione a 32 bit è utilizzabile sui vecchi computer.
Cinelerra-GG comunica con i suoi utenti e sviluppatori attraverso tre piattaforme: Il suo Forum (orientato agli utenti), un bug tracker (per richiedere funzionalità, risolvere bug, conoscere la roadmap) e una mailing list (per discussioni fra sviluppatori). Ciascun rilascio mensile presenta novità che sono il risultato delle discussioni su queste piattaforme.
Cinelerra-GG ha un manuale esteso e attivamente mantenuto sia in formato PDF che HTML, che è accessibile anche da dentro il programma. È fatto sia per i principianti (vedi l'appendice Quickstart) che per i professionisti. Esiste anche un canale Youtube con i tutorials.
Le differenze fra GG e le altre versioni di Cinelerra possono essere trovate in .

## Cronologia di Cinelerra
Gli eventi riguardanti il creatore originale Heroine Virtual sono indicati con HV, quelli della "versione della comunità" con CV e quelli della versione GG Infinity con GG. 
| Variante | Versione | Data di rilascio | Cambiamenti |
| -------- | -------- | ---------------- | --- |
|          |          | 2000-06-15       | Fondazione del progetto Cinelerra. Dopo numerose discussioni tra Adam Williams e Michael Collins sulla direzione del Non-Linear Editing su Linux, Williams ha presentato il nome e il concetto di Cinelerra al partner commerciale Michael Collins a Sunnyvale, California. |
| HV       | Beta 1   | 2002-06-10       | I file di backup di SourceForge di HV mostrano un'attività frequente dal 2001-09-09 fino alla release 1.1.0 . |
| HV       | Beta 2   | 2002-07-12       | |
| HV       | 1.0.0    | 2002-08-12       | Release iniziale. |
| HV       | 110802   | 2002-11-08       | Questa release si identificava ancora come versione 1.1.0, ma ha avuto notevoli cambiamenti rispetto alla release 2002-08-12, per esempio il supporto LADSPA e le modifiche alla titolatrice. Poiché ci sono 3 blocchi separati di commenti nel registro delle modifiche dalla release 2002-08-12, questa è più simile ad una versione 1.1.3 . |
| HV       | 1.1.5    | 2003-02-11       | Dal change log del sorgente(dettaglio) "Deinterlacciamento adattivo, corretto alfa blending a 16 bit, maggiori opzioni ffmpeg/MPEG-4" |
| CV       | 1.1.5    | 2003-04-29       | Codice HV "biforcato" in una versione CVS della comunità. |
| HV       | 1.1.6    | 2003-05-12       | Dal change log del sorgente (dettaglio): "Incolla silenzio e incolla da clipboardi spostano i fotogrammi chiave in modo corretto; miglioramenti della titolatrice; miglioramenti IEEE1394; possibilità di aggiungere gli edit in qualsiasi punto della timeline; autoscorrimento della timeline quando si trascina il cursore." |
| HV       | 1.1.7    | 2003-08-11       | Dal change log del sorgente (dettaglio): "Time stretch basato sulla sovrapposizione di finestre invece che su FFT; MPEG-4 usa il decoder di ffmpeg; freeze frame ha un'opzione di raddoppio della linea; importazione di file AVI con dvgrab e lavtools. Miglioramenti per CPU X86 a 64 bit." |
| CV       | 1.1.7    | 2003-10-05       | Merge con la versione comunitaria CVS. |
| HV       | 1.1.8    | 2003-11-11       | Dal change log del sorgente (dettaglio): "Ordinamento delle selezioni dei file; nudge per tracce audio; più tooltips; Inverse Telecine; miglioramenti del sovracampionamento." |
| HV       | 1.1.9    | 2004-02-11       | Dal sito web Heroine Virtual, sezione NEWS: "Questa versione è una pietra miliare perché è probabilmente la prima volta che viene presentato più codice proveniente dalla comunità che dall'interno." |
| CV       | 1.1.9    | 2004-02-17       | Merge con la versione comunitaria CVS. |
| HV       | 1.2.0    | 2004-05-11       | Dal sito web Heroine Virtual, sezione NEWS: "Cinelerra ha un grande numero di piccoli cambiamenti. Quicktime finalmente decodifica Sorenson e gli header compressi." |
| HV       | 1.2.1    | 2004-08-12       | Dal sito web Heroine Virtual, sezione NEWS: "Quicktime 2.0.4 aggiornato. Con questa release si nel mondo dell'imaging in virgola mobile. Non è semplicemente uno spazio colore più accurato, è un modo totalmente nuovo di pensare il colore. Infine, Cinelerra è ufficialmente più stabile in modalità a 64 bit che a 32 bit." |
| CV       | 1.2.1    | 2004-08-16       | Merge con la versione comunitaria CVS. A questa versione sono stati aggiunti speciali miglioramenti, ad esempio H264 Kod. Cineon, usato al NAB sotto Fedora 1,2 e BSD 5. Con questo formato si possono gestire pellicole 4k 4096x4096, se la scheda grafica lo permette. Frame rate superiori a 210 fotogrammi al secondo per portare un video HD a 720x480 29,97 direttamente in timeline da una videocamera. Risolti i bug di video4linux con il chip Zoran. |
| HV       | 1.2.2    | 2005-01-10       | Dal change log del sorgente (dettaglio): "Aggiunti Effetto Treshold, effetto unsharp mask, gradiente sferico, tracciamento del moto e della rotazione, caricamento TIFF in scala di grigi, lettura e scrittura quicktime RGBA8888." |
| CV       | 1.2.2    | 2005-01-18       | Merge con la versione comunitaria CVS. |
| CV       | 2.0      | 2005-09-29       | Merge con la versione comunitaria CVS. |
| HV       | 2.0      | 2005-10-04       | Dal sito web Heroine Virtual, sezione NEWS: "Codifica H.264 e codifica audio MPEG-4". Importazione diretta di video MPEG." |
| HV       | 2.1      | 2006-07-02       | Dal change log del sorgente(dettaglio): "Miglioramenti nell'elaborazione audio e nel compositore; supporto (limitato) dei sottotitoli nei DVD; supporto OpenGL per il compositing e in molti effetti; miglioramenti del motion tracking." |
| CV       | 2.1      | 2006-09-07       | Merge con la versione comunitaria SVN. (usato git per la prima volta con contributi di più persone)) |
| HV       | 4.0      | 2008-08-11       | Da tutte le versioni 2.0 in poi sono state rimosse 10bit (utile per CinePaint) e 16bit RGB(A) e YUV(A); sostituite da RGB(A) e YUV(A) Float. |
| HV       | 4.1      | 2009-09-25       | Dal sito web Heroine Virtual, sezione NEWS "La principale caratteristica sono le nested clips. Il bug della finestra Viewer che non visualizza le clip video, sarà fissato nella prossima versione a spese di un'altra funzionalità." |
| HV       | 4.2      | 2010-10-17       | Dal sito web Heroine Virtual, sezione NEWS: "Principalmente bug risolti & rilascio per necessità personali. Funzione `Edit->Align edits`, che allinea tutte le modifiche audio con il video. Funzione keyframe spanning, in cui l'evidenziazione di una regione con la generazione di keyframe fa sì che l'effetto si estenda a tutti i keyframe. Tutte le risorse sono ora aperte in sottoprocessi vari, in modo da non far bloccare l'intero programma quando se ne blocca uno. Non è più possibile la modalità Drag & Drop delle clip, la funzione è stata rimossa."                      |
| CV       | 2.1.5    | 2010-11-21       | Dal sito web di Cinelerra-CV, sezione NEWS: "CinelerraCV 2.1.5 è uscita; con il supporto audio SOWT e altri miglioramenti e bug risolti. Per maggiori dettagli vedere l'annuncio di rilascio." |
| HV       | 4.3      | 2011-08-06       | Dal sito web Heroine Virtual, sezione NEWS: "Da 'testo a film'. Permette di trasformare una sceneggiatura in un film, con aggiornamenti e ricerca dal vivo." |
| CV       | 2.2      | 2011-11-13       | Dal sito web di Cinelerra-CV, sezione NEWS: "Include una Patch di Hermann Vosseler per le curve Bezier (automatismi per le curve Bezier di dissolvenze, telecamera e proiettore); impostazioni predefinite migliorate, range audio esteso, commenti multilinea per le etichette e le clip; rilevamento automatico di OpenGL; rilevamento di v4l2." |
| HV       | 4.4      | 2012-09-07       | Dal sito web Heroine Virtual, sezione NEWS: "Avvio più veloce e maggiore reattività; oscilloscopio audio; nuovo tema bright e correzione colori con Color 3 Way." |
| HV       | 4.5      | 2013-10-25       | Dal sito web Heroine Virtual, sezione NEWS: "Curve di velocità principalmente per il video e, in qualità degradata, per l'audio. Maggiore controllo sull'automazione che segue meglio le modifiche. Capacità di trasferire i fotogrammi chiave tra le tracce audio e video. I file generati da Motion sono memorizzati in /tmp/m e /tmp/r. Time Avg resetta l'accumulatore presso i keyframe." |
| HV       | 4.6      | 2014-09-10       | Dal sito web Heroine Virtual, sezione NEWS: "possibilità di Split della timeline". OpenGL supportato su Intel HD. Miglioramenti della titolatrice. Bug risolti." |
| org      | 5.0      | 2015-07-04       | Cinelerra.org rilascia una versione centrata sugli studi di produzione, chiamata Cinelerra 5.0. Cinelerra è ora pienamente integrata con FFMPEG e supporta numerosi standard cinematografici 4k e 2k non-compressi, per esempio marche come AJA, Blackmagic Design e Red. |
| CV       | 2.3      | 2015-08-13       | Dal sito web di Cinelerra-CV, sezione NEWS: "Supporto completo UTF-8; Nuovo motore di overlay e ricampionamento; Nuova grafica delle finestre e delle icone; Nuovi plugin: GreyCStoration, C41, Bluebanana, color3way, findobject, lens; Alcune traduzioni sono state aggiornate (tedesco, italiano, francese, norvegese, portoghese); Molti piccoli bug resolti; Modifiche al sistema di compilazione" |
| HV       | 4.6.1    | 2015-11-09       | Dal sito web Heroine Virtual, sezione NEWS: "Aggiornata la libreria di x264. Migliorata la decodifica mp3. Il ridimensionamento video è ora a scelta fra Nearest o Bicubico, non c'è più Lineare. L'editing con proxy è utilizzabile da prima di scoprire che i moderni PC possono facilmente decodificare 4k." |
| 5.1 (GG) | 5.1      | 2016-03-31       | Primo rilascio mensile della nuova branch separata dalle versioni HV, CV e .org; prima sotto il nome di Cinelerra 5.1 e poi, da Settembre 2018, come Cinelerra GG Infinity. |
| HV       | 6.0      | 2016-11-17       | Dal sito web Heroine Virtual, sezione NEWS: "Aggiornato il codec h264. Non ci sono più Picons nella finestra Risorse. Il Motion Tracking ha ricevuto importanti ottimizzazioni. Nuova interfaccia per gli effetti di ricampionamento. La titolatrice può caricare file di sottotitoli." |
| HV       | 7.0      | 2017-10-13       | Dal sito web Heroine Virtual, sezione NEWS: "Riproduzione ottimizzata di video di grande formato". Decodifica H.265. Cattura schermo ottimizzato. Telecamera sferica. Eyedropper può mostrare il valore massimo. Interpolazione delle immagini CR2 con bilanciamento del bianco." |
| GG       | 2018-09  | 2018-09-30       | Primo rilascio mensile della versione Cinelerra-GG Infinity, che è una rolling release. Vedere le note di rilascio che copre i rilasci mensili a partire da metà 2016. Inizialmente con il nome GG ma come versione 5.1 . |
| HV       | 7.1      | 2019-01-23       | Dal sito web Heroine Virtual, sezione NEWS:: "Esportazione di video H.265 in Quicktime. Funzione di seeking per file MKV/WEBM. Altri bug risolti." |
| GG       | 2019-01  | 2019-01-31       | Il 5° rilascio mensile di Cinelerra-GG Infinity aggiunge il supporto ai jog-wheels ShuttlePro V.2 e ShuttleXpress da Contour Design. |
| GG       | 2019-04  | 2019-04-30       | L'8° rilascio mensile di Cinelerra-GG Infinity permette il decoding GPU-accelerato per alcuni formati video. |
| GG       | 2019-05  | 2019-05-31       | Il 9° rilascio mensile di Cinelerra-GG Infinity permette l’encoding GPU-accelerato per alcuni formati video. |
| GG       | 2019-07  | 2019-07-31       | L'11° rilascio mensile di Cinelerra-GG Infinity porta significativi miglioramenti allo strumento Maschera. |
| HV       | 7.2      | 2019-10-11       | Dal sito web Heroine Virtual, sezione NEWS: "Molti aggiornamenti audio. Nuovo flanger, coro, tremolo e compressore multibanda. Il riverbero ha un filtro passa banda completo. Il compressore ha ottenuto VU meters & grid snapping. Supporto Pulseaudio. Plugins audio con una più accurata gestione dei keyframe. Migliore sincronizzazione tra i plugin audio e il cursore. Tasto destro del mouse su un asset per ottenere una finestra info. Continuare a risolvere i bug." |
| GG       | 2019-10  | 2019-10-31       | Il 14° rilascio mensile di Cinelerra-GG Infinity aggiunge lo scaling per monitor HiDPI e velocizza il decoding di AV1. |
| GG       | 2020-01  | 2020-01-31       | Il 17° rilascio mensile di Cinelerra-GG Infinity aggiunge il supporto a OpenSuse Tumnleweed e Gentoo come Single-User. In più è disponibile una limitata versione per Windows. |
| GG       | 2020-07  | 2020-07-31       | Il 23° rilascio mensile di Cinelerra-GG Infinity aggiunge l'allineamento dei video utilizzando i timecode, altri due formati di sottotitoli e l'auto-rotazione per i video con set di metadati di rotazione. |
| GG       | 2021-02  | 2021-02-28       | Il 27° rilascio di Cinelerra-GG Infinity. Il formato di rilascio è stato cambiato da una confezione specifica per la distro ad AppImage. Altre modifiche: la funzione opzionale di salvataggio automatico dei backup è ora un'impostazione in Preferenze sotto Aspetto; sono disponibili ulteriori formati di rendering video/audio FFmpeg come le varianti dnxhr; miglioramenti al rapporto d'aspetto e all'interlacciamento; il menu Render batch ha ora una funzione nascosta per evitare errori che può essere attivata/disattivata; Openjpeg è stato aggiornato dalla 2.3.1 alla 2.4.0. |
| HV       | 7.3      | 2021-03-04       | Dal sito web Heroine Virtual, sezione NEWS: "Correzioni di bug per l'esecuzione su un monitor 4K. Supporto per le dimensioni dispari dei frame in OpenGL. Formato file CR3. Valore dell'istogramma automatico." |
| GG       | 2021-05  | 2021-05-31       | Il 29° rilascio di Cinelerra-GG Infinity. Aggiunge un aiuto sensibile al contesto tramite alt-h. |
| GG       | 2021-07  | 2021-07-31       | Il 31° rilascio di Cinelerra-GG Infinity. Aggiornamenti ai codec x264, x265 e AV1, supporto H.265 a 10 e 12 bit aggiornato e combinato con 8 bit, miglioramenti nell'esportazione EDL, divisione dello spazio colore PAL/NTSC. |
| GG       | 2021-08  | 2021-08-31       | Il 32° rilascio di Cinelerra-GG Infinity. Il ffmpeg integrato è aggiornato alla versione 4.4, con oltre 20 nuovi effetti audio/video, e possibilità di variare la velocità del Fast Motion e dello Slow Motion. |
| HV       | 7.4      | 2021-10-21       | Dal sito web Heroine Virtual, sezione NEWS: "Caricare una nested EDL senza incollarlo. Scambiare una risorsa con una nested EDL. Cambia il frame rate di una nested EDL. Controllo della trasparenza. Possibilità di cambiare i parametri di un singolo edit tramite semplice immissione di testo. Controlli per le nested EDL ricorsive. Correzione dei bug di memory management". |
| GG       | 2021-10  | 2021-10-31       | Il 34° rilascio di Cinelerra-GG Infinity. Aggiunti i formati Cineform, DPX e MXF. Aggiunta dell'ungherese ai linguaggi della GUI. Corretto un bug con titoli e dissolvenze. Velocizzazione dell'avvio grazie al fix sulla ridondante indicizzazione dei plugin. |